# Bao Bolong
Der Bao Bolong, im Senegal bekannt als Grand Bao Bôlon, ist ein rechter Nebenfluss des westafrikanischen Gambia-Flusses.

## Geographie
Das Quellgebiet des Bao Bolong liegt in der senegalesischen Region Kaffrine. Sein Oberlauf hat den Charakter eines Trockentals, das nur in der Regenzeit Wasser führt. Der mündungsfernste Talschluss mit dem längsten Talweg liegt am Nordrand des Forêt Classée de Maka Yop Est in der Nähe des Dorfes Sintiou Nguérane, nordwestlich der Stadt Koungheul und östlich der Stadt Malem Hodar. Das Quellgebiet ist Luftlinie 114 Kilometer nordöstlich der ungefähr 100 Meter breiten Mündung in den Gambia-Fluss zu finden. Dort befinden sich ausgedehnte Mangrovenwälder. Dieses Mündungsgebiet, das der Bao Bolong südwärts durchfließt, ist als Bao Bolong Wetland Reserve seit 1996 geschützt und befindet sich auf dem anderen Ufer gegenüber dem Kiang West National Park.
Der Zusatz Bolong, den viele Nebenflüsse des Gambias haben, bedeutet in der Sprache der Mandinka „bewegliches Wasser“ oder „Nebenfluss“.